# Chlef

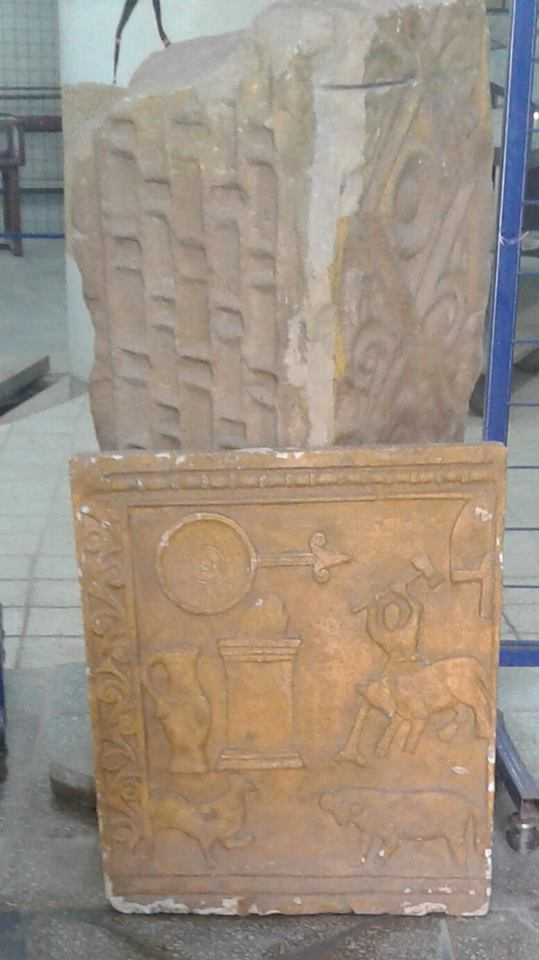
Bajorrelieve en el Museo de el-Asnam.

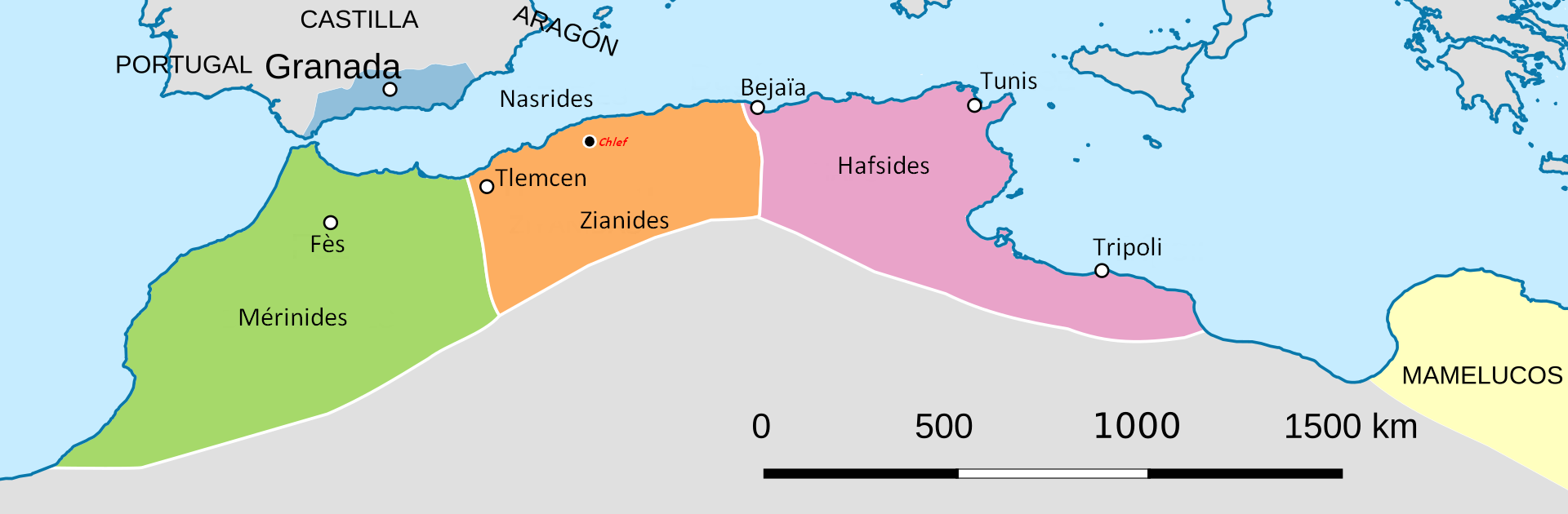
Reino zirí de Tlemcen en el y la posición de la actual Chlef.

Chlef (llamada antes El Asnam y Orléansville en la época colonial francesa) es una ciudad argelina, capital de la provincia homónima. Su nombre proviene de la denominación del río Cheliff. Se encuentra 200 km al oeste de Argel, en pleno valle del Chellif, donde ocupa un lugar estratégico. Cuenta con una población de unos 44.000 habitantes. Su historia se remonta a los inicios de la ocupación romana del África del norte, conocida entonces como Castellum Tingitum.siglo V
La ciudad de Chlef / Orléansville ha sufrido dos terremotos importantes, el primero en 1954 y el segundo el 10 de octubre de 1980. Chlef es, en la actualidad, una ciudad dinámica, centro económico y social de su departamento.

## Geografía
Chlef es la capital de la wilaya del mismo nombre. La ciudad se encuentra justo en el límite entre el centro y el oeste del país, a unos cincuenta kilómetros de la costa mediterránea, en medio de una vasta llanura que se sitúa entre los relieves de Medjadja integrados en la cadena de Dahra al norte y los montes del Ouarsenis al sur (en el lugar de confluencia del Chéliff —el mayor río de Argelia— y el Tsighaout).

## Historia

### Período romano
Durante este periodo, los romanos tendieron a ejercer su autoridad sobre la región norteafricana a través de reyes bereberes criados en Roma. El norte de África se dividió en dos territorios a partir del año 40: la Mauritania Cesariense, que integraba las regiones central y oriental del norte de África, y la Mauritania Tingitana, de la que deriva el nombre romano de la ciudad de Chlef, Castellum Tingitii, que se extendía desde el actual Marruecos en el este hasta las regiones meridionales de Chlef.
Fundada en el siglo I, Castellum Tingitanum era un oppidum con defensas naturales, que constituía una fortaleza construida en forma de rectángulo perforado con puertas y flanqueado por torres.

### Antiguo obispado
La región se cristianizó durante la decadencia romana. En el 324 se construyó en Castellum Tingitianum una de las basílicas cristianas más importantes de África, la basílica de San Reparatus, con un elaborado mosaico.
Esta basílica es la iglesia más antigua que se ha encontrado en África. El obispo Felix, se encontraba entre los prelados católicos convocados al Concilio de Cartago de 484 por el rey vándalo arriano Hunerico antes de ser exiliado. No se conocen otros detalles sobre el antiguo obispado.
Fue revivido nominalmente como una sede titular católica romana en 1965, y se nombraron regularmente obispos desde entonces.

#### Obispos titulares
- Agustín Rodríguez (7 de diciembre de 1965 - 25 de diciembre de 1968)
- Antonino Nepomuceno, oblato O.M.I. (11 de julio de 1969-14 de febrero de 1997)
- Ireneusz Józef Pękalski, obispo auxiliar de la arquidiócesis de Lodz (Polonia) (11 de diciembre de 1999-presente)

### Período bizantino
Después de la invasión vándala, siguió la época bizantina. Las estructuras de la ciudad quedaron reducidas a escombros por un gran terremoto, que asoló la región en el siglo V.

### Período árabe
La región fue islamizada por generales musulmanes. Con la instalación de los distintos reinos bereberes-árabes, la región de Chéliff, fue atacada constantemente por las tropas militares de los ziríes de Achir o más tarde por los abdalwadíes de Tlemcen, viviendo momentos dolorosos y siendo saqueada múltiples veces.
El lugar era conocido como al-Asnam (árabe para "esculturas") durante el período del califato omeya. Cubría un área de 600 por 300 metros y era famoso por sus estatuas.